# Dugesia tigrina
Dugesia tigrina är en plattmaskart som beskrevs av Girard. I den svenska databasen Dyntaxa används istället namnet Discocoelis tigrina. Enligt Catalogue of Life ingår Dugesia tigrina i släktet Dugesia och familjen Planariidae, men enligt Dyntaxa är tillhörigheten istället släktet Discocoelis och familjen Dugesiidae. Arten har ej påträffats i Sverige. Inga underarter finns listade i Catalogue of Life.